# Canadian Forces Base Cold Lake

i7
i11
i13

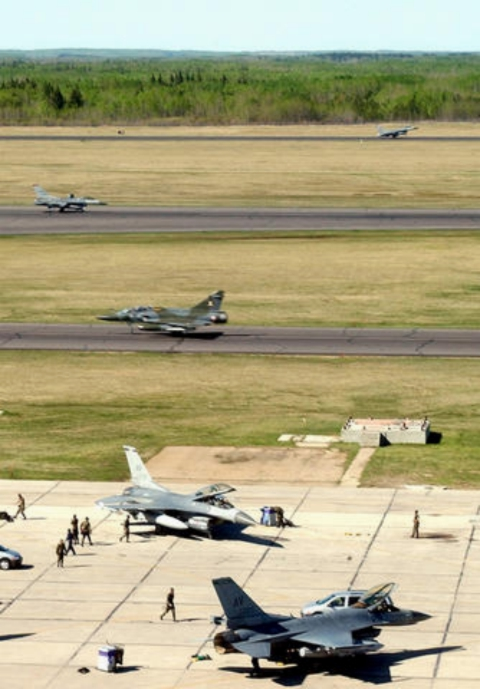
Teilnehmer der NATO-Übung „Maple Flag 02“ in Cold Lake.

Die Canadian Forces Base Cold Lake ist vorwiegend ein Militärflugplatz der Royal Canadian Air Force, welche sich in der Nähe der Stadt Cold Lake in Alberta, Kanada befindet. Dabei handelt es sich um einen von zwei Flugplätzen, auf der die CF-18 Hornet Kampfflieger stationiert sind. Der Stützpunkt ist Hauptstationierungsort des 4. Geschwaders (4 Wing). Auf dem Gelände befindet sich ein ziviles Flughafenterminal. Dieses bedient nur nationale Flugziele. Der Flugplatz ist als internationaler Flughafen von der kanadischen Flugsicherung klassifiziert, jedoch fliegt nur das Militär den Flughafen international an. Das Terminal befindet sich am anderen Ende des Geländes.
Nördlich der Basis liegt die „Cold Lake Air Weapons Range“, ein Bodenschießplatz der sich über Teile der Provinzen Alberta und Saskatchewan erstreckt.

## Einheiten
Heute sind auf der CFB Cold Lake insbesondere Kampfflugzeuge, Trainer und Hubschrauber in folgenden Staffeln stationiert:
- 401 Tactical Fighter Squadron (CF-18 Hornet)[1]
- 409 Tactical Fighter Squadron (CF-18 Hornet)
- 417 Combat Support Squadron (CH-146 Griffon)
- 419 Tactical Fighter Training Squadron (CT-155 Hawk)
- 410 Tactical Fighter Training Squadron (CF-18 Hornet)
- 1 Air Maintenance Squadron
- Weapon System Manager Detachment Cold Lake
- 42 Radar Squadron
- 10 Field Technical Training Squadron
- 4 Airfield Defence Squadron
- Aerospace Engineering Test Establishment